# Réserve naturelle régionale de la vallée de la Renaudie
Die Réserve naturelle régionale de la vallée de la Renaudie ist ein 73,43 Hektar großes, regionales Naturreservat im Département Charente (Region Nouvelle-Aquitaine, Frankreich).

## Lage
Die Réserve naturelle régionale (RNR) folgt und schützt den Flusslauf der Renaudie, einen
rechten Nebenfluss der Tardoire. Das Schutzgebiet teilen sich die im Osten der Charente gelegenen Gemeinden Écuras, Montbron und Rouzède. Es ist 6 Kilometer lang, stellenweise aber nur mehrere Zehnermeter breit. Ausgehend von Rouzède im Norden reicht es bis an die Mündung der Renaudie in die Tardoire im Südwesten.
Der Zugang zum Naturreservat erfolgt am einfachsten über die D 699 von Montbron nach Saint-Mathieu. Nach Überqueren der Tardoire führt eine ausgeschilderte Abzweigung nach rechts zum Parkplatz am südwestlichen Taleingang der Renaudie. Der Nordeingang kann von Rouzède direkt über die D 112 in Richtung Écuras erreicht werden.

## Hydrographie
Das generell nach Südwesten entwässernde Flusssystem der Renaudie wird von zwei größeren Quellflüssen gespeist, die sich nordwestlich unterhalb von Puy d’Écuras vereinigen und ab hier erst die eigentliche Renaudie bilden. Der rechte, aus Richtung Rouzède kommende Quellfluss wird als Ruisseau de l’Étang de Planchas bezeichnet, da er nordöstlich von Rouzède zum Étang de Planchas aufgestaut ist. Der linke Quellfluss trägt keine Bezeichnung. Er beginnt in der Nähe der niederländischen Feriensiedlung Le Chat. Rund 500 Meter nach Vereinigung der beiden Quellflüsse erhält die Renaudie aus nordnordöstlicher Richtung noch einen bedeutenden rechten Nebenfluss – den Ruisseau de Brisebois. Die Mündung der Renaudie in die Tardoire erfolgt östlich von Montbron auf 115 Meter Meerhöhe. Die Quelle des Ruisseau de l’Étang de Planchas nördlich von La Haute Prèze liegt auf 260 Meter über N.N.
Der linke Quellarm gehört nicht mehr zum Naturreservat, wohl aber die letzten 500 Meter des rechtsseitigen Ruisseau de Brisebois.

## Geologie

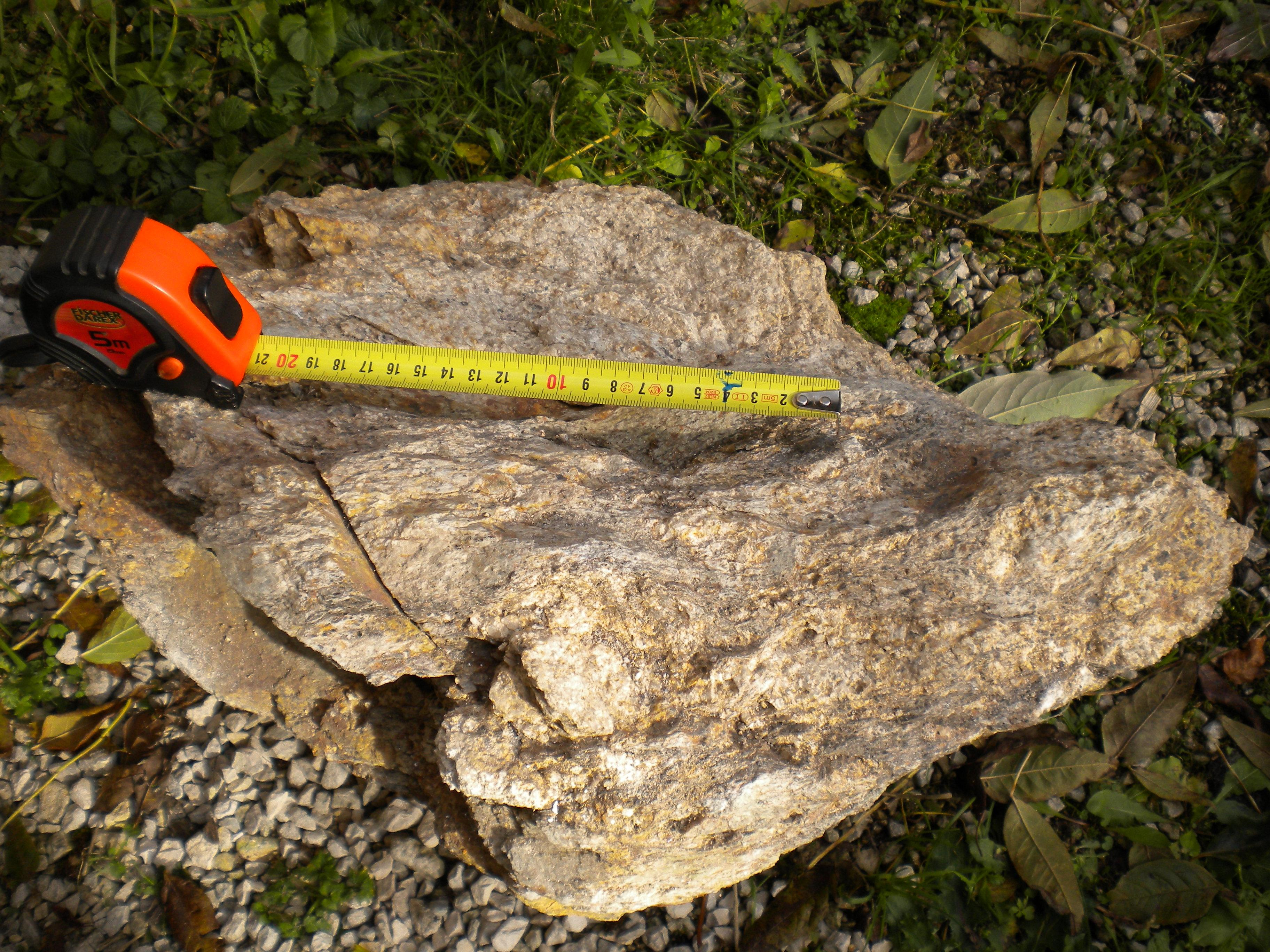
Stark tektonisierter Roussines-Leukogranit

Das Naturreservat liegt in rund 310 Millionen Jahre alten Leukograniten des Saint-Mathieu-Leukogranits. Überwiegend handelt es sich hierbei um die tektonisch sehr stark beanspruchte Fazies des Roussines-Leukogranits. Untergeordnet treten auch noch die koplanare Fazies und die fein- bis mittelkörnige Fazies des Champniers-Reilhac-Leukogranits auf. In einem nur sehr kurzen Abschnitt nördlich von Puy d’Écuras durchschneidet der Ruisseau de l’Étang de Planchas migmatitische Paragneise. Diese Metatexite streichen Nordost und fallen mit 60° nach Nordwesten ein. Unmittelbar weiter nördlich zieht noch ein Quarzgang durch, der ebenfalls Nordost streicht. Im Mündungsbereich der Renaudie findet sich holozänes Alluvium.

## Ökologie

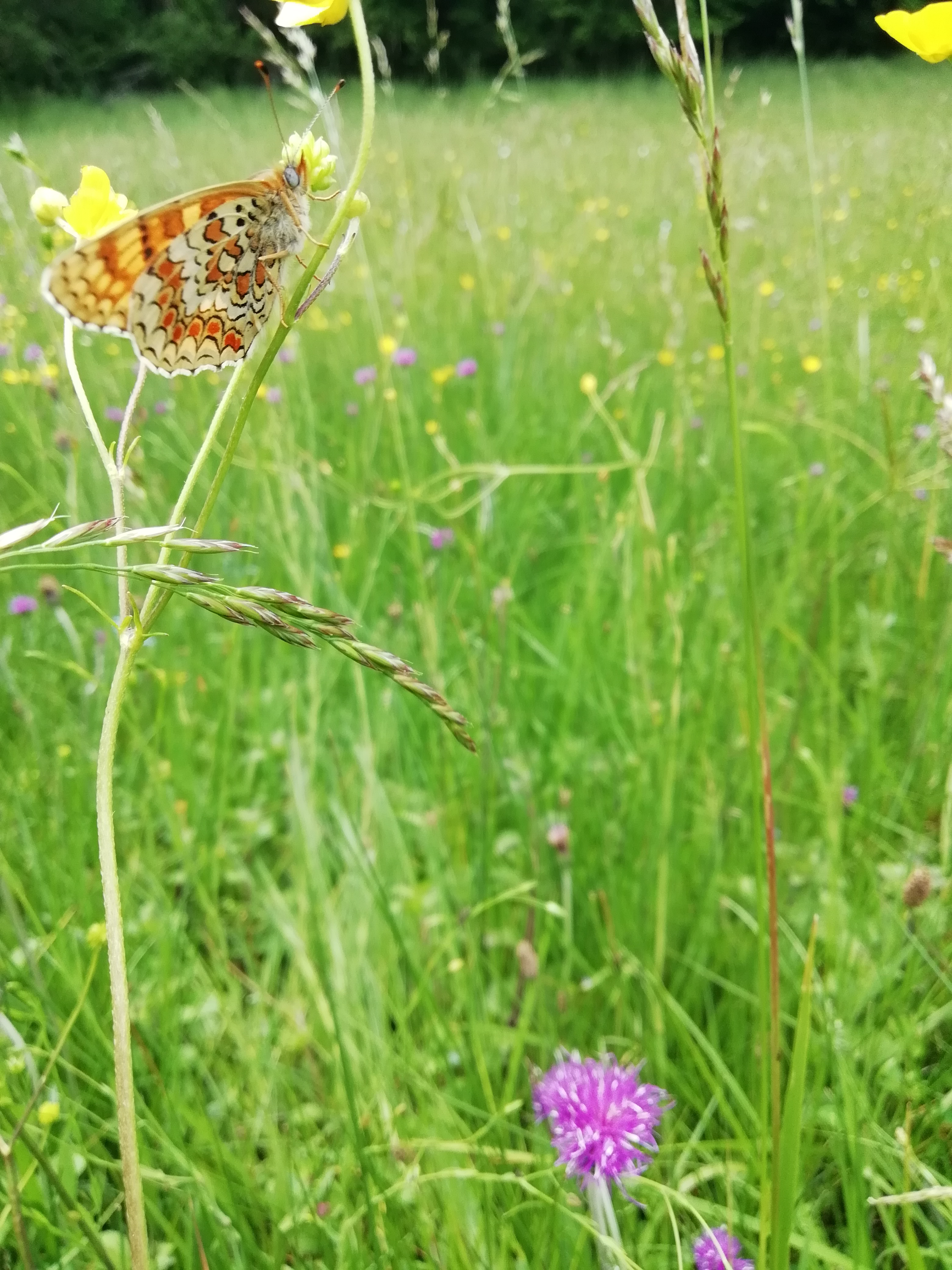
Flockenblumen-Scheckenfalter Melitaea phoebe

Das Naturreservat verfügt über folgende Ökosysteme: Flussläufe, Auwälder, Tümpel, trockene Felswände (im Steinbruch Boucu), meso- bis hygrophile Wiesen sowie Grenzbewaldung zwischen Sediment- und Granitstandorten. Das Flussalluvium begünstigt das Wachstum eines Erlen-Eschen-Mischwaldes.

### Flora
Die Flora setzt sich aus über 300 Arten zusammen, darunter zahlreiche Orchideen, Akeleien, Buschwindröschen, Hasenglöckchen, Schaumkräuter und Hahnenfuß. Hiervon genießen 20 Arten nationalen Schutz und 14 Arten befinden sich auf der regionalen roten Liste. Nennenswert sind beispielsweise Geöhrtes Habichtskraut Pilosella lactucella, das Johanniskraut Hypericum linariifolium und Straßen-Gänsefuß Chenopodium urbicum.

### Fauna
Im Schutzgebiet leben 49 Säugetierarten (z. B. Eurasisches Eichhörnchen), 130 Vogelarten mit Schwarzspecht Dryocopus martius, Buntspecht Dendrocopos major, Wasseramsel Cinclus cinclus, Mauerläufer Tichodroma muraria und Eisvogel Alcedo atthis, 12 Amphibienarten mit Gelbbauchunke Bombina variegata und 8 Reptilienarten, darunter die Zauneidechse Lacerta agilis. Unter den Wirbellosen werden 53 Schmetterlingsarten (darunter der Skabiosen-Scheckenfalter Euphydryas aurinia), 37 Libellenarten und Käfer (wie der Hirschkäfer) angetroffen.

## Lehrpfade

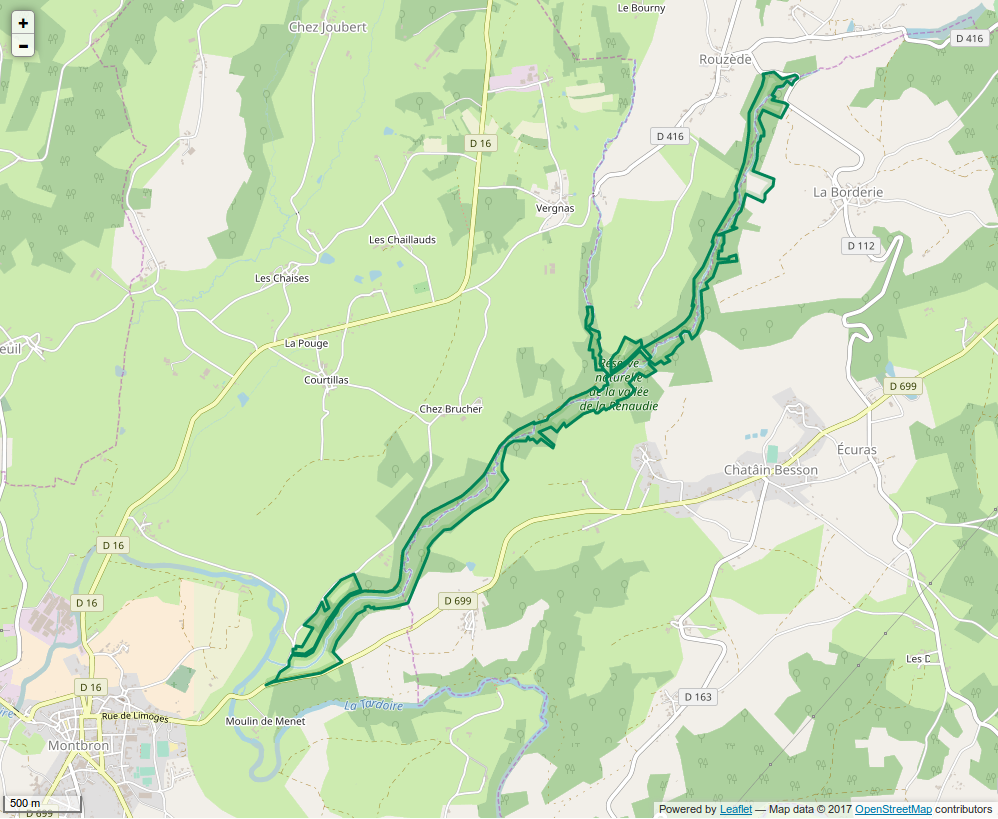
Lagekarte des Schutzgebiets

Es wurden drei Lehrpfade installiert, deren Parcours jeweils zweieinhalb Stunden in Anspruch nimmt. Der Lehrpfad zur Thematik Biodiversität ist 4 Kilometer lang, der zur Thematik Geologie 3,5 Kilometer und der zur Thematik Hydrosphäre 3 Kilometer.

## Fernwanderweg
Durch den Nordabschnitt des Naturreservats führt zwischen Rouzède und Châtain Besson der Fernwanderweg GR de Pays entre Angoumois et Périgord, der das Angoumois mit dem Périgord verbindet.

## Bahnstrecke

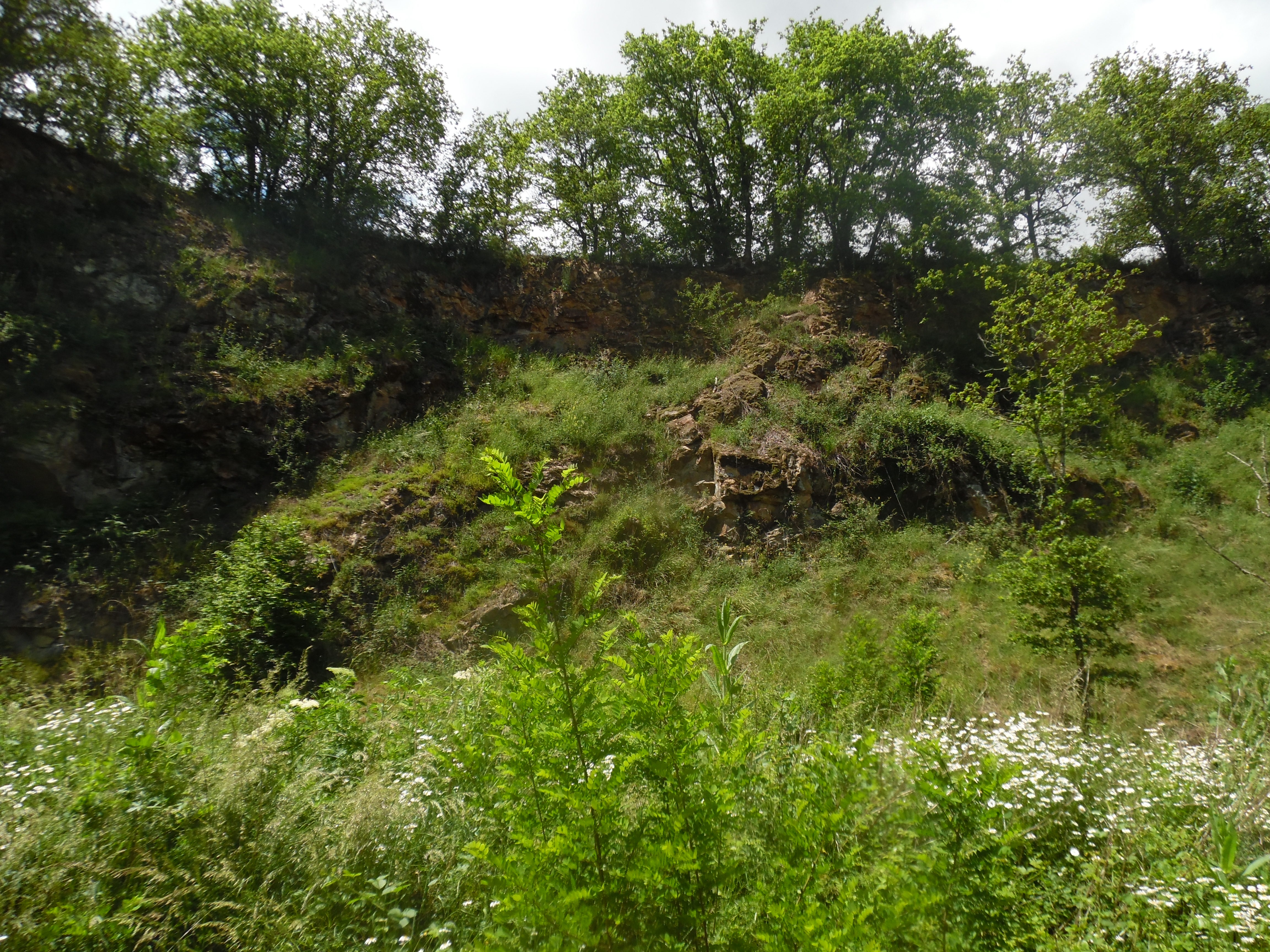
Alter, zum Schutzgebiet gehörender Steinbruch im Roussines-Leukogranit

Durch das Tal der Renaudie lief einst die Bahnstrecke der Chemins de fer économiques des Charentes, die Angoulême mit Montbron und Roumazières-Loubert verband. Die Schmalspurbahn (Spurweite 1000 mm) begann hier ihren Anstieg auf das 353 Meter hohe Massif de l’Arbre. Die 67 Kilometer lange Strecke wurde zwischen 1912 und 1946 befahren.

## Geschichte
Die betroffenen Gemeinden hatten für das Schutzgebiet bereits am 4. November 1998 den Status einer Réserve naturelle volontaire (RNV) ins Leben gerufen. Den jetzigen Status als RNR (unter der Nummer RNR 134) erhielt das Gebiet am 13. Februar 2012.

## Sonstiges
Laut IUCN-Kategorie fällt das Naturreservat unter die Kategorie IV. Es wird von dem Conservatoire d'espaces naturels (CEN – Konservatorium für Naturräume – CEN Poitou-Charentes in Poitiers) der Region Poitou-Charentes (bzw. Region Nouvelle-Aquitaine) betreut. Eigner ist der Gemeindeverband Communauté de communes Seuil Charente Périgord. Die World Database on Protected Areas führt das Reservat unter der Nummer 555559612.

## Photogalerie

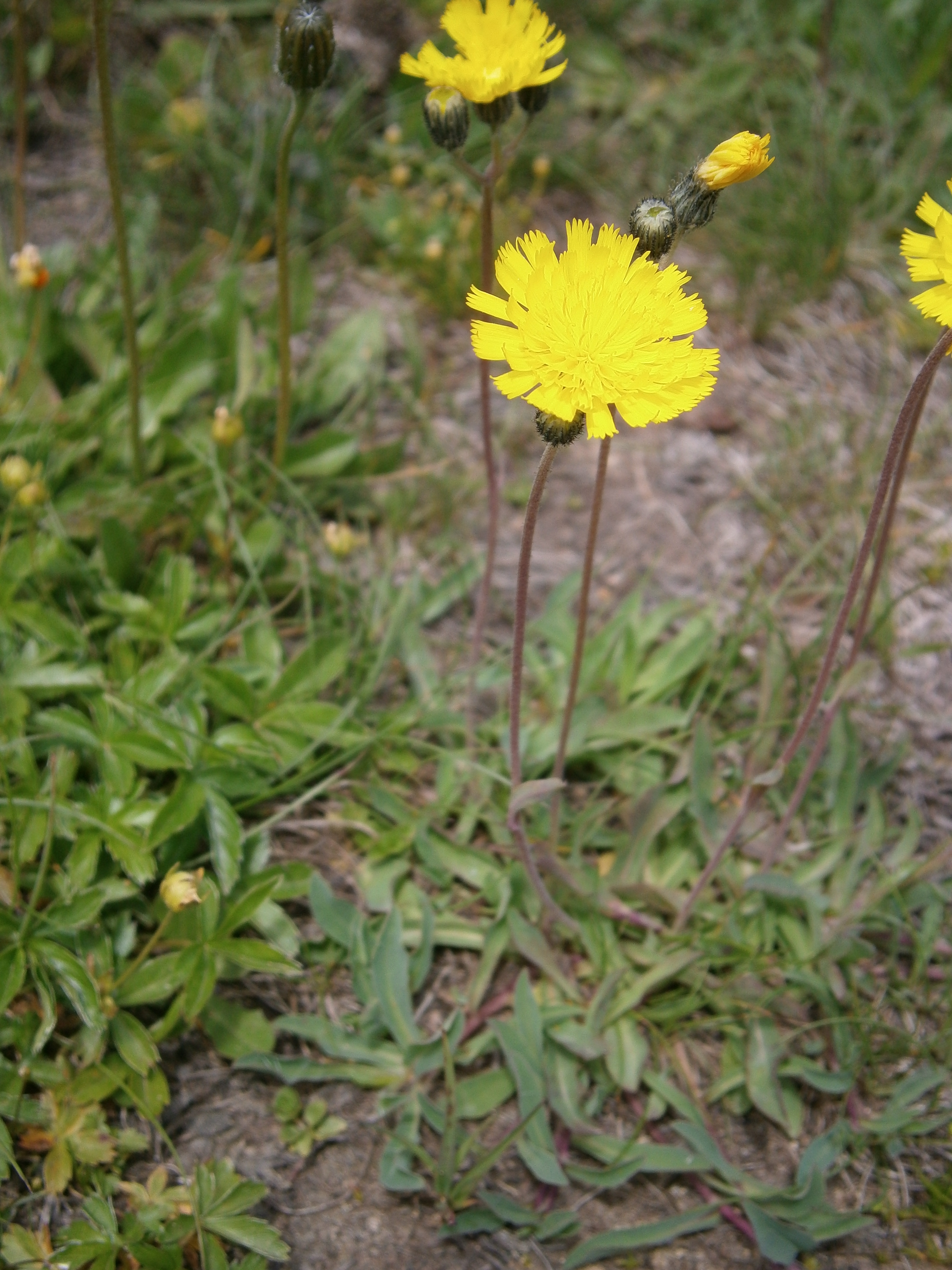
Geöhrtes Habichtskraut
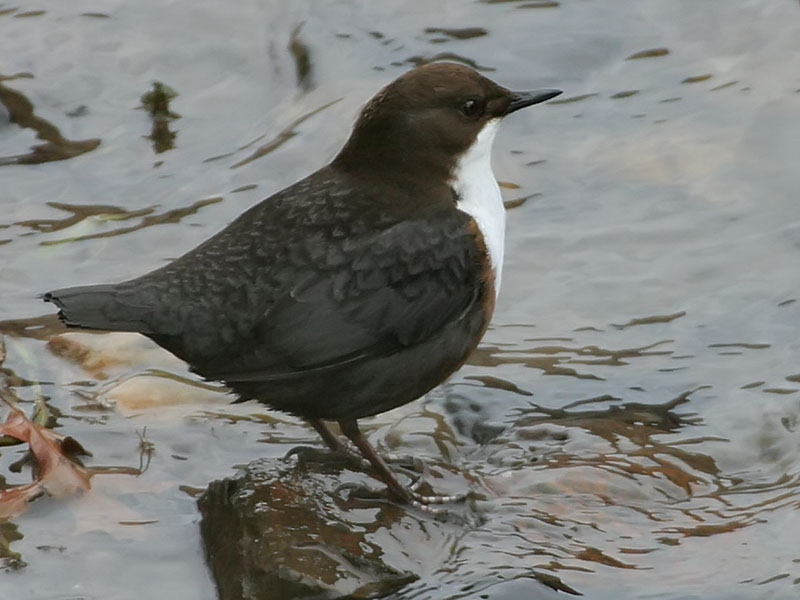
Wasseramsel Cinclus cinclus
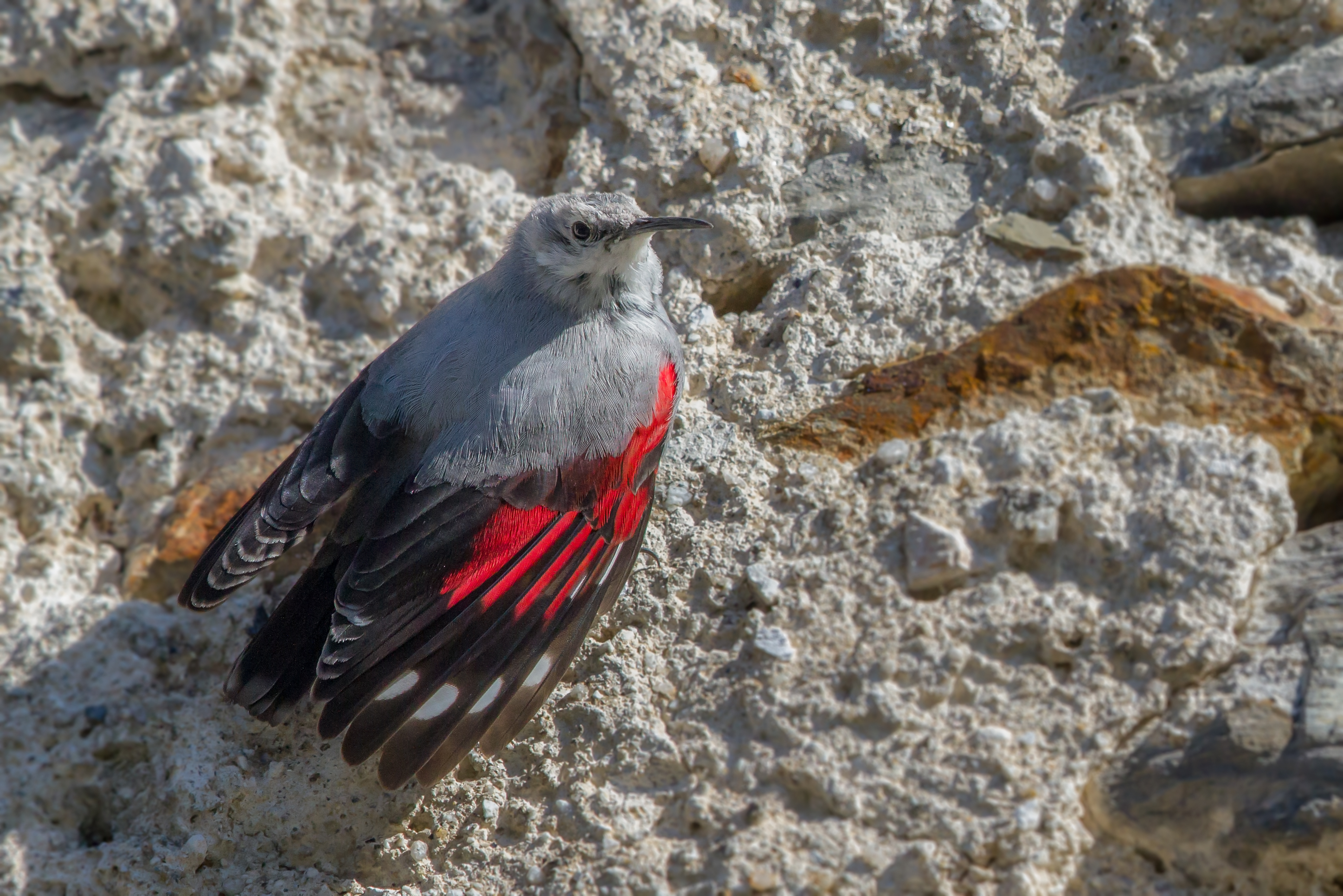
Weiblicher Mauerläufer Tichodroma muraria
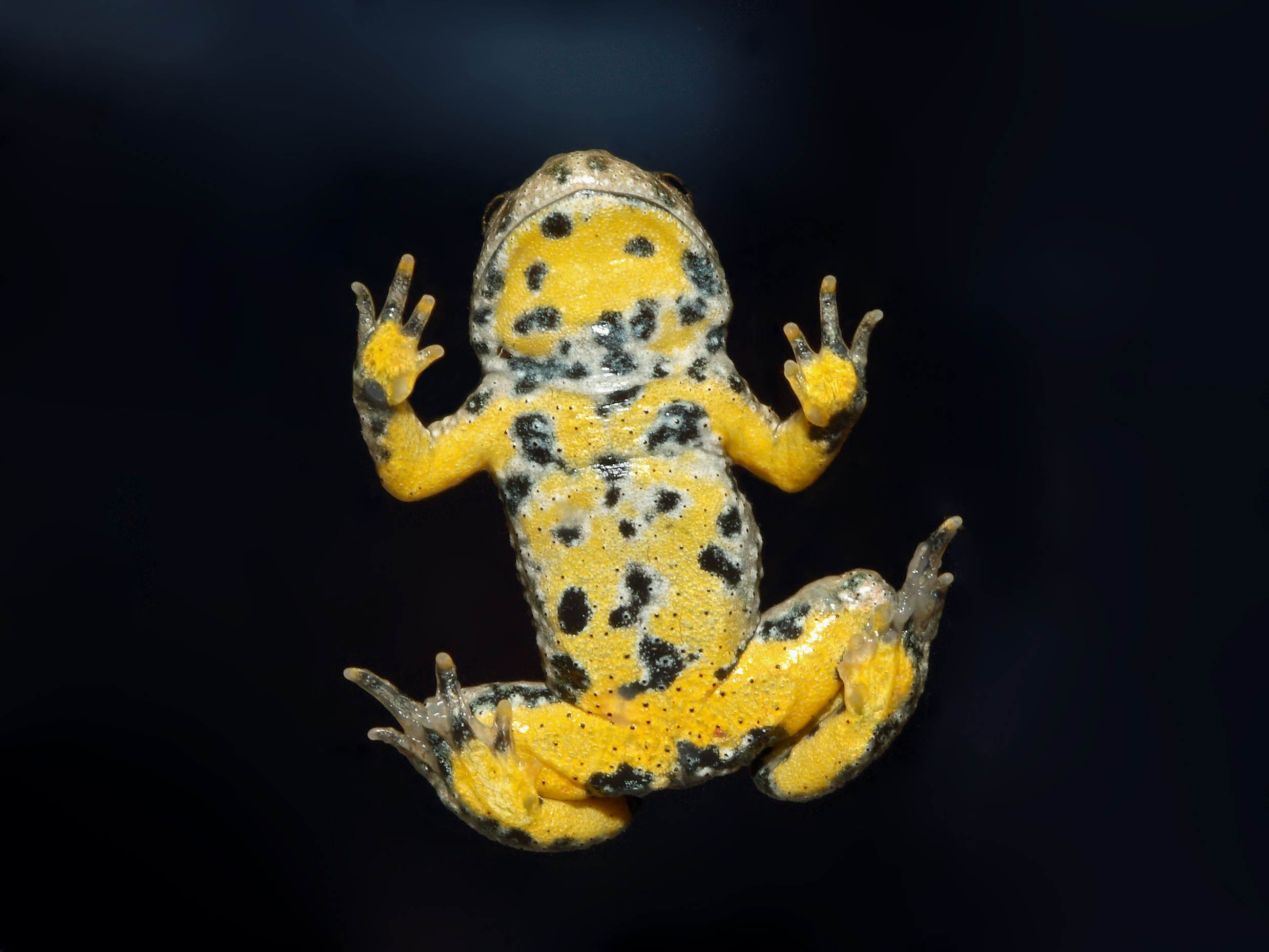
Gelbbauchunke Bombina variegata
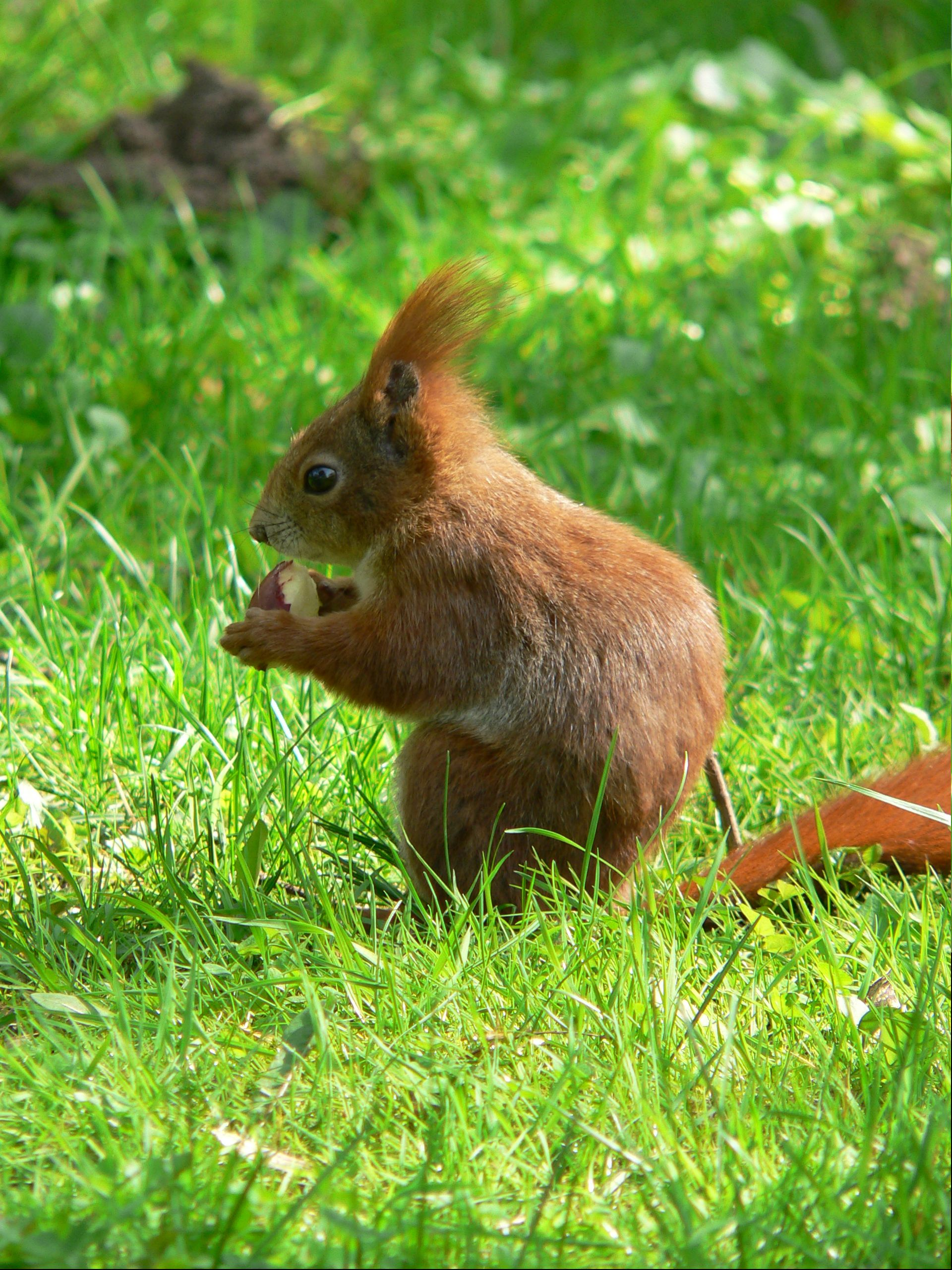
Eurasisches Eichhörnchen Sciurus vulgaris
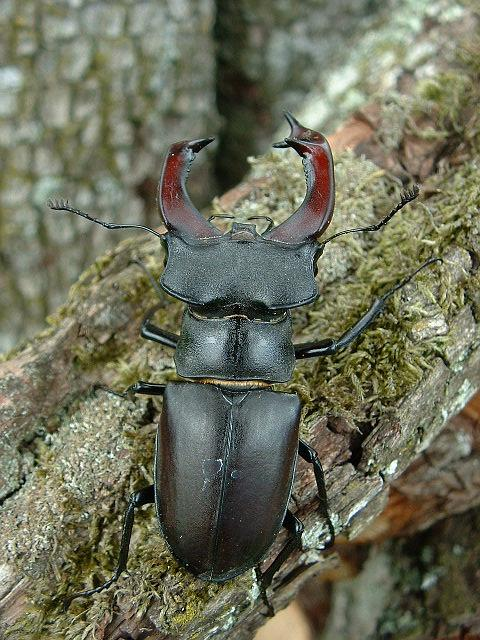
Hirschkäfer Lucanus cervus